# Hochstift Brandenburg
Hochstift Brandenburg (im Mittelalter Stift Brandenburg) ist eine moderne Bezeichnung für das weltliche Territorium der Bischöfe von Brandenburg, in dem sie als Fürstbischofe und somit Reichsfürsten herrschten, und dessen Verwaltung. Es war ein Herrschaftsgebiet des Heiligen Römischen Reichs. Residenzorte des Hochstifts waren die Burgen Brandenburg, Pritzerbe und Ziesar. 1571 wurde es aufgelöst. Es ist zu unterscheiden vom geistlichen Jurisdiktionsgebiet des Bistums Brandenburg und auch vom Domstift Brandenburg, dem Besitz des Domkapitels, und war auch nicht Teil der Mark Brandenburg, dem Herrschaftsgebiet des Markgrafen von Brandenburg.

## Geschichte

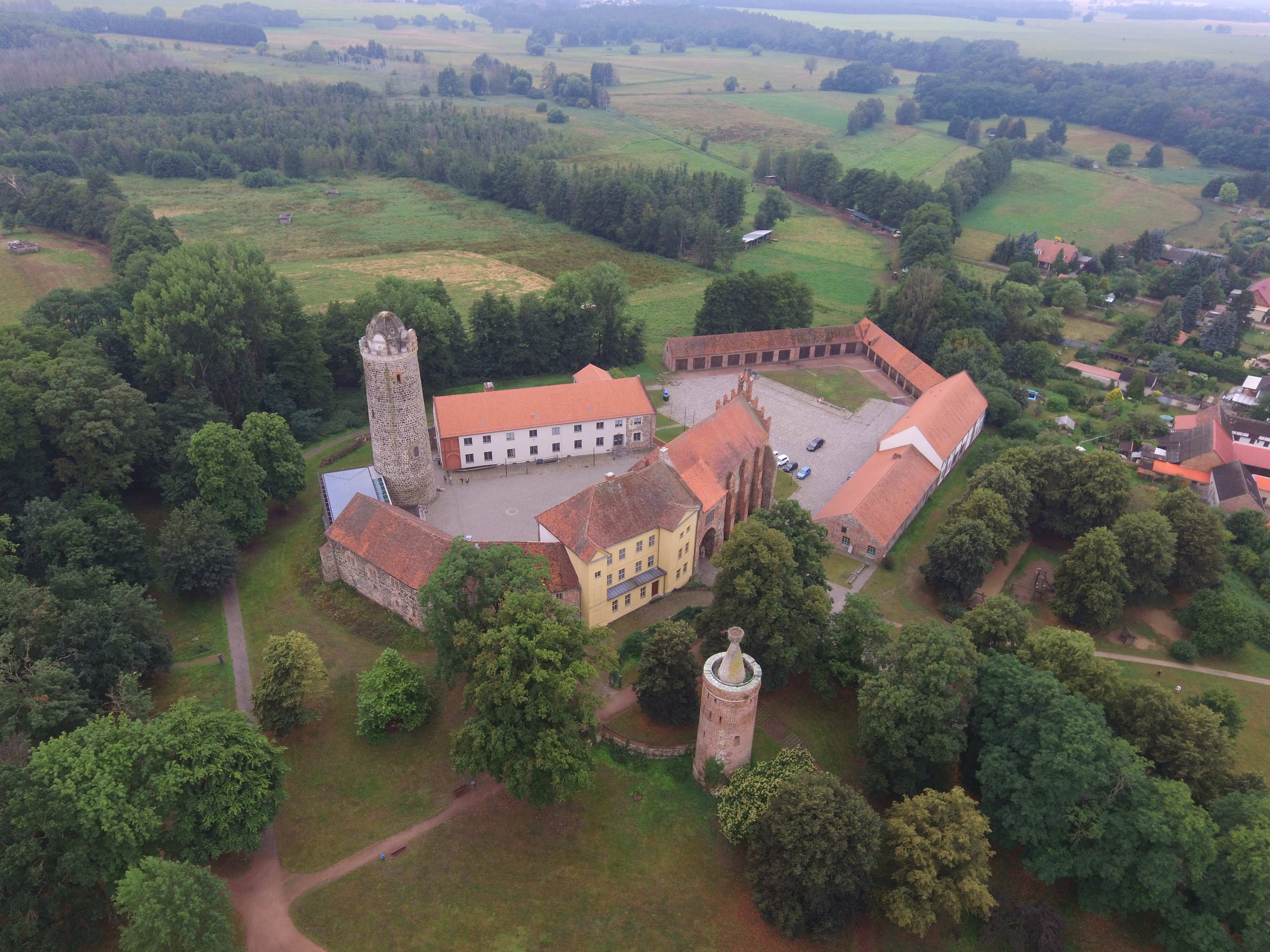
Burg Ziesar

Der deutsche König Otto I. gründete am 1. Oktober 948 im neu eroberten Gebiet östlich der Elbe das Bistum Brandenburg. Er stattete es mit geringem Grundbesitz aus. Das Territorium galt als reichsunmittelbar. Nach dem Slawenaufstand 983 wurde das Bistum aufgelöst, es wurden weiter Bischöfe ernannt, die im Exil allerdings nur nominelle Rechte hatten.
Nach 1138 residierte wieder ein Bischof östlich der Elbe, zunächst im Prämonstratenserstift in Leitzkau, seit 1165 wieder am Dom in Brandenburg. Dieser hatte eine eigene Verwaltung. In den folgenden Jahrhunderten residierten die Bischöfe abwechselnd in Brandenburg, Pritzerbe und Ziesar, seit dem 14. Jahrhundert dann nur noch in Ziesar. In dieser Zeit gelang es den Markgrafen endlich, die Bischöfe zur Landsässigkeit zu drängen.
Um 1544 wurde im Hochstift die Reformation gegen Widerstände durchgesetzt.  Unter  Bischof Joachim Friedrich wurde das Hochstift schließlich aufgelöst und der Besitz 1571 dem Kurfürstentum Brandenburg eingegliedert.

## Strukturen

### Reichsrechtliche Strukturen
Das Hochstift war formal reichsunmittelbar, das heißt, es unterstand als Territorium direkt dem deutschen König, der Bischof galt als Reichsfürst und war berechtigt, an Reichstagen im geistlichen Stand teilzunehmen. Die Brandenburger Markgrafen und Kurfürsten versuchten allerdings seit dem 12. Jahrhundert die Bischöfe unter ihren Einfluss zu bekommen, was im 14. Jahrhundert auch real gelang, als die Bischöfe auf Brandenburger Landtagen zu erscheinen und Steuern und Dienste in der Mark Brandenburg zu leisten hatten. In den Reichsmatrikeln der königlichen Kanzlei wurden sie aber bis in das frühe 16. Jahrhundert als Reichsfürsten geführt.

### Verwaltung
Das Hochstift, das heißt das Umfeld des Bischofs, baute eine eigene geistliche, weltliche und höfische Verwaltung auf. Diese war formal getrennt vom Domkapitel, das eigene Strukturen und Besitzungen hatte.
Als geistliche Vertreter gab es einen Generalvikar und einen Offizial, für die weltliche Verwaltung eine Kanzlei mit Notaren, für die Gerichtsbarkeit im Stiftsgebiet einen Vogt, für die höfische Haushaltung einen Hofmarschall, einen Truchsess, einen Mundschenk, für die militärische Verteidigung einen Hauptmann. Dazu gab es zahlreiche weitere Bedienstete.

### Besitz
Der Besitz des Hochstifts war verhältnismäßig klein und bestand zeitweise aus etwa 23 Orten in den Ämtern Ziesar, Ketzin, Teltow und Pritzerbe, sowie einige weitere Einnahmen. Er war getrennt vom Besitz des Domkapitels. Im Gegensatz zum Hochstift umfasste das kirchliche Jurisdiktionsgebiet des Bistums große Teile der Mark Brandenburg.